# Hezarfen
Hüseyin Efendi, conegut com a Hezarfen (l'home dels mil talents) fou un escriptor i historiador otomà del segle xvii.
Les seves obres principals són:
- Tankih tawarikh al-muluk, història universal, escrita vers 1670/1673
- Tankih al-bayan fi hawanin Al Uthman, memòria sobre el bon govern
- Anis al-arifin wa-murshid al-salikin, preceptes morals i politics, 1679